# Réserve écologique André-Michaux

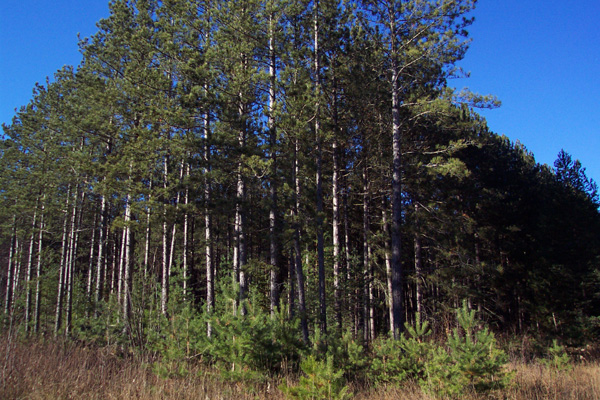
Pinus resinosa

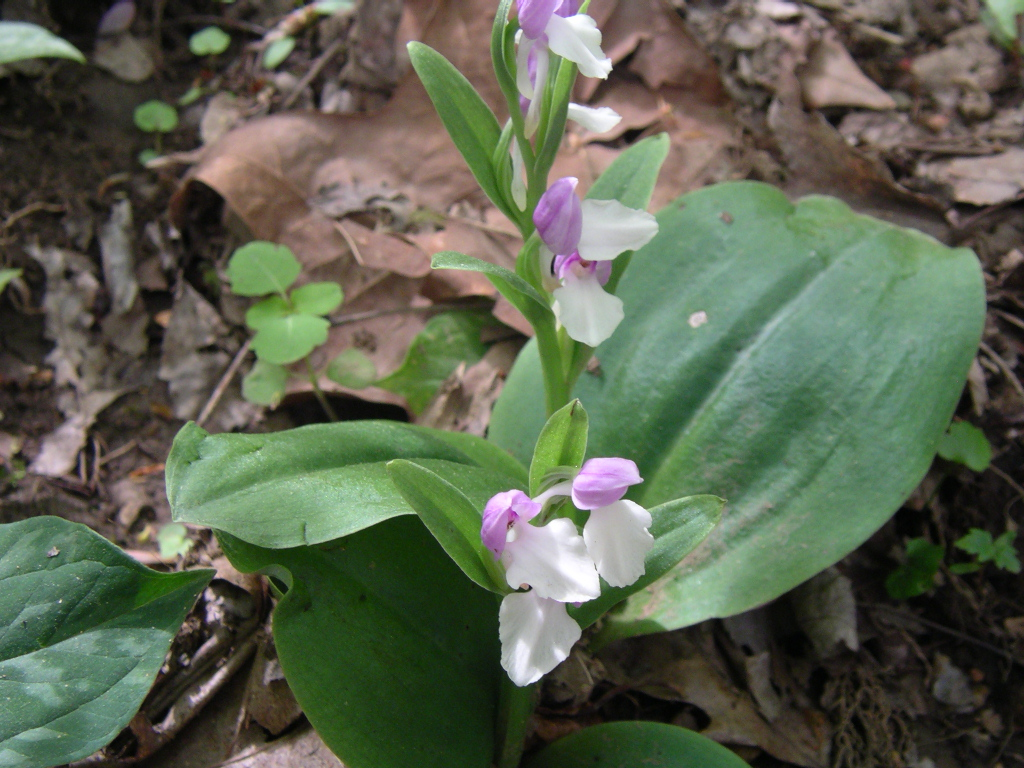
Die seltene Orchideenart Galearis spectabilis

Die Réserve écologique André-Michaux ist ein im Jahr 1993 auf 333 ha eingerichtetes, heute 450 ha großes Schutzgebiet im Südwesten der kanadischen Provinz Québec, in der Grafschaftsgemeinde La Vallée-de-la-Gatineau.

## Lage
Das Schutzgebiet liegt 6 km nordöstlich der Gemeinde Low und grenzt an das Ostufer des Rivière Gatineau. Es repräsentiert und schützt die für das untere Gatineau-Gebiet typischen Wälder, in denen Linden und Gelb-Birken vorherrschen.
Das Schutzgebiet ist typisch für die oberen Laurentiden. Von der Höhe des Gatineau-Flusses auf etwa 140 m über dem Meeresspiegel steigt es bis auf 424 m auf. Der Fels besteht aus Paragneis, Granit und Amphibolit. Darüber lagert Tillit. Braunerde, Podsol und Lithosol bezeichnen die Böden der Region.

## Flora
Je nach Höhenlage findet man Xerophyten, aber auch solche, die in verschiedenem Maße feuchte Standorte bevorzugen. Unter den Xerophyten, die einen trockeneren Standort vorziehen, finden sich die Weymouth-Kiefer (Pinus strobus, franz.: Pin blanc d'Amérique bzw. pinède blanc) und die Amerikanische Rot-Kiefer (Pinus resinosa). Darüber hinaus findet sich an weniger trockenen Standorten die Roteiche (Quercus rubra), auch Amerikanische Roteiche genannt, die staunasse Gründe meidet, hier sogar sehr trockene bevorzugt, und bis zu 35 m hoch wird. Häufig sind auch Weiß-Fichte, Schwarz-Esche und Grau-Erle (franz. aulne rugueux) und Amerikanische Linde (Tilia americana, franz.: tilleul américain) sowie Gelb-Birke und Hemlocktannen (Tsuga). Als gefährdet gilt Galearis spectabilis, eine Orchideenart.

## Fauna
Weißwedelhirsch, Biber, Reiher, Kragenhuhn und Dunkelente (Anas rubripes) sind die auffälligsten Vertreter der lokalen Fauna.

## Namensgebung
Der Name des Gebiets geht auf den Forschungsreisenden und Botaniker André Michaux (1746–1803) zurück.